# دافي لامبرت
دافي لامبرت (بالإنجليزية: Davey Lambert)‏ هو متسابق دراجات نارية بريطاني، ولد في 1969، وتوفي في 6 يونيو 2017 في Aintree ‏ في المملكة المتحدة.